# Bunker (film, 2014)
 (avril 2023).
Si vous disposez d'ouvrages ou d'articles de référence ou si vous connaissez des sites web de qualité traitant du thème abordé ici, merci de compléter l'article en donnant les références utiles à sa vérifiabilité et en les liant à la section « Notes et références ».
Pour les articles homonymes, voir Bunker.
Pour plus de détails, voir Fiche technique et Distribution.
Bunker est un film québécois réalisé par Patrick Boivin, qui est sorti en 2014.

## Synopsis
Dans le Nord-du-Québec, deux soldats, Tremblay et Gagnon, en relève à leurs collègues, s'isolent pour six mois dans un bunker avec comme mission d'appuyer sur un bouton pour lancer une riposte nucléaire  sur le territoire de l’ancienne URSS si jamais l'alarme était déclenchée.

## Fiche technique
- Titre original : Bunker
- Réalisation : Patrick Boivin
- Scénario : Olivier Roberge
- Musique : Louis Tremblay, Steve Lalonde
- Direction artistique : Camille Parent
- Décors : Andréanne Varennes
- Costumes : Valérie Gagnon-Hamel
- Photographie : Steve Asselin
- Son : Cyril Bourseaux, Alexis Lemay
- Montage : Patrick Boivin
- Production : Stéphane Tanguay, Cédric Bourdeau
- Société de production : Productions Kinesis
- Société de distribution : Les Films Séville (Canada)
- Budget : 0,4 million de dollars[1]
- Pays de production :  Canada
- Langue originale : français
- Format : couleur
- Genre : drame
- Durée : 87 minutes
- Dates de sortie :
  - Canada : 25 février 2014 (Rendez-vous du cinéma québécois)
  - Canada : 7 mars 2014 (en salle)
  - Canada : 17 juin 2014 (DVD)

## Distribution
- Martin Dubreuil : Tremblay
- Patrice Robitaille : Gagnon
- Julien Poulin : Guérard
- Louis Tremblay : Beaupré
- Ricardo Trogi : St-Pierre
- Alex Bisping : Lepage
- Tyler Hall : Boivin